# Heeled bullet

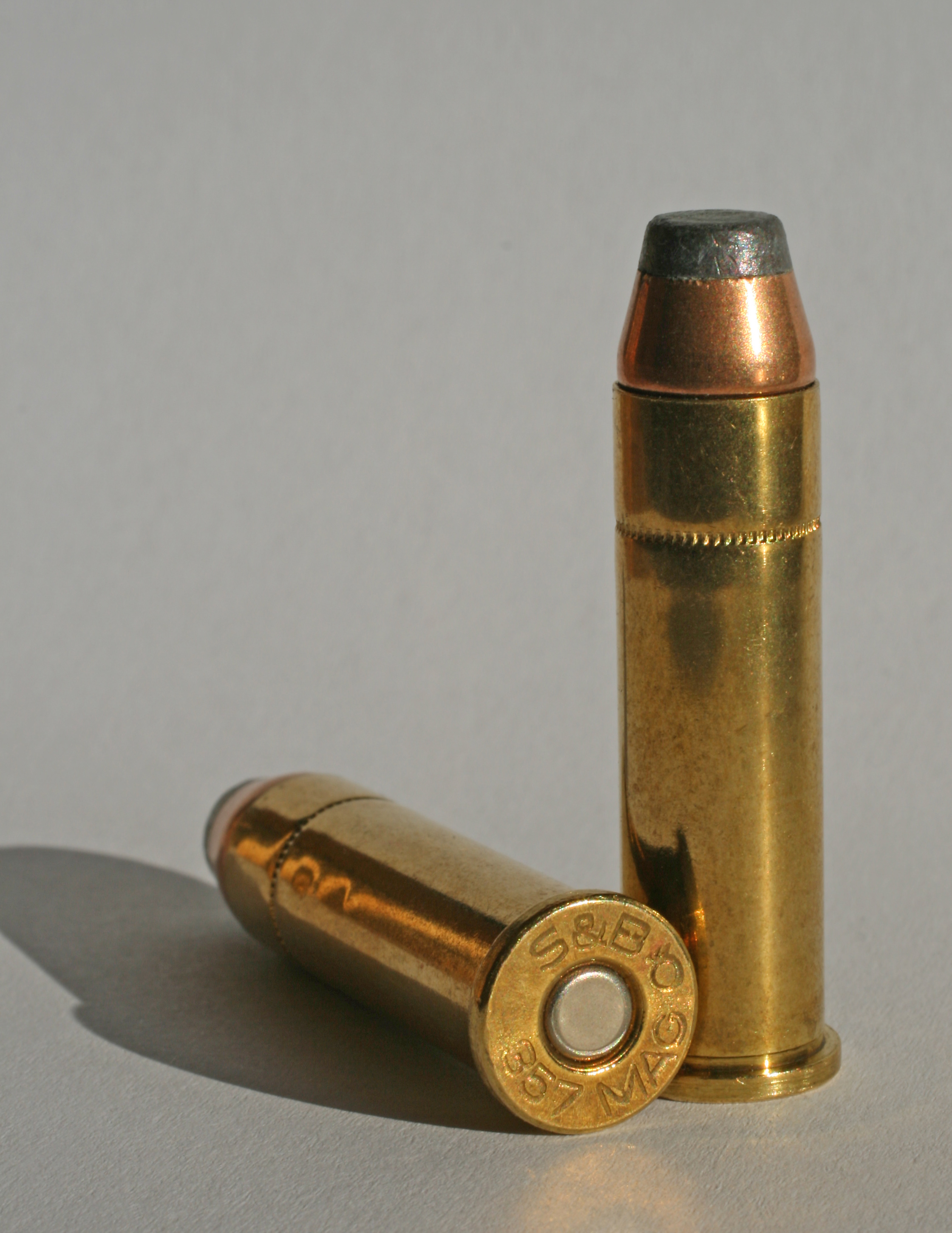
Набій .357 Magnum зі ступінчастою кулею.

Heeled bullet (букв. англ. ступінчаста куля) особлива конструкція кулі де внутрішній діаметр стволу часто, але не завжди, має той самий діаметр, як і гільза набою, а куля має уступ в тильній частині, який дозволяє вставити кулю в гільзу.  Такі кулі майже зникли з появою набоїв з бездимним порохом, хоча застарілі набої кільцевого запалення, наприклад, набій .22 калібру, до сих пір мають ступінчасті кулі, крім того багато старих набоїв під димний порох в позначенні калібру вказують на своє походження від ступінчастих куль.

## Причини зміни
Ступінчасті кулі мають багато переваг, особливо при використанні з прямими або дещо конічними гільзами.  В револьверах, перероблених за капсульних для стрільби унітарними набоями, просто зрізали задню частину барабану, встановлювали кільце для утримання гільз та заміняли курок. Це робило нові револьвери легкими та дешевими у виробництві, оскільки камори можна було просто просвердлити барабан, в той час якщо кулі були меншого діаметру ніж гільза, треба було свердлити два діаметри і точно контролювати глибину великого діаметру. Нарешті, це спростило використання набоїв одного і того ж діаметру, але вони мали різну довжину у тій самій вогнепальній зброї, що можна побачити зараз у набоях кільцевого запалення .22 калібру, які мають позначення ".22 Short, Long та Long Rifle". Таке можна зробити і з набоями без ступінчастих куль, наприклад, набій .38 Special можна використати у зброї під набій .357 Magnum, це призводить до свинцювання та забруднення частинками пороху передньої частини камори, що може призвести до проблем з надійністю, якщо не прочистити барабан перед використанням набоїв з довшою гільзою.
Однією з основних причин зміни стала проблема змащення.Свинцеві кулі, особливо м'які, з низьколегованого свинцю, які використовують у набоях низького тиску, треба змащувати для запобігання накопичення свинцю в стволі. Таку змазку можна наносити на внутрішню частину ступінчастої кулі або на внутрішню. Зовнішню змазка повинна бути твердою і сухою, оскільки м'яка або липка змазка може стертися або забруднитися. Внутрішня змазка може складатися з липкого воску або жиру, але потрібен був засіб, щоб змазка досягла стволу, оскільки, діаметр уступу менший за діаметр стволу. Існувало кілька запатентованих методів змащування ступінчастих куль (наприклад, поршень в донці, який виштовхував змазку з боків кулі при пострілі), вони ніколи не були популярними, через складність і витрати.   Не ступінчасті кулі, можна легко змастити з канавки зі змазкою.  Таким чином змазка, зазвичай мастило або віск, не брудниться.

## Екземпляри, які збереглися

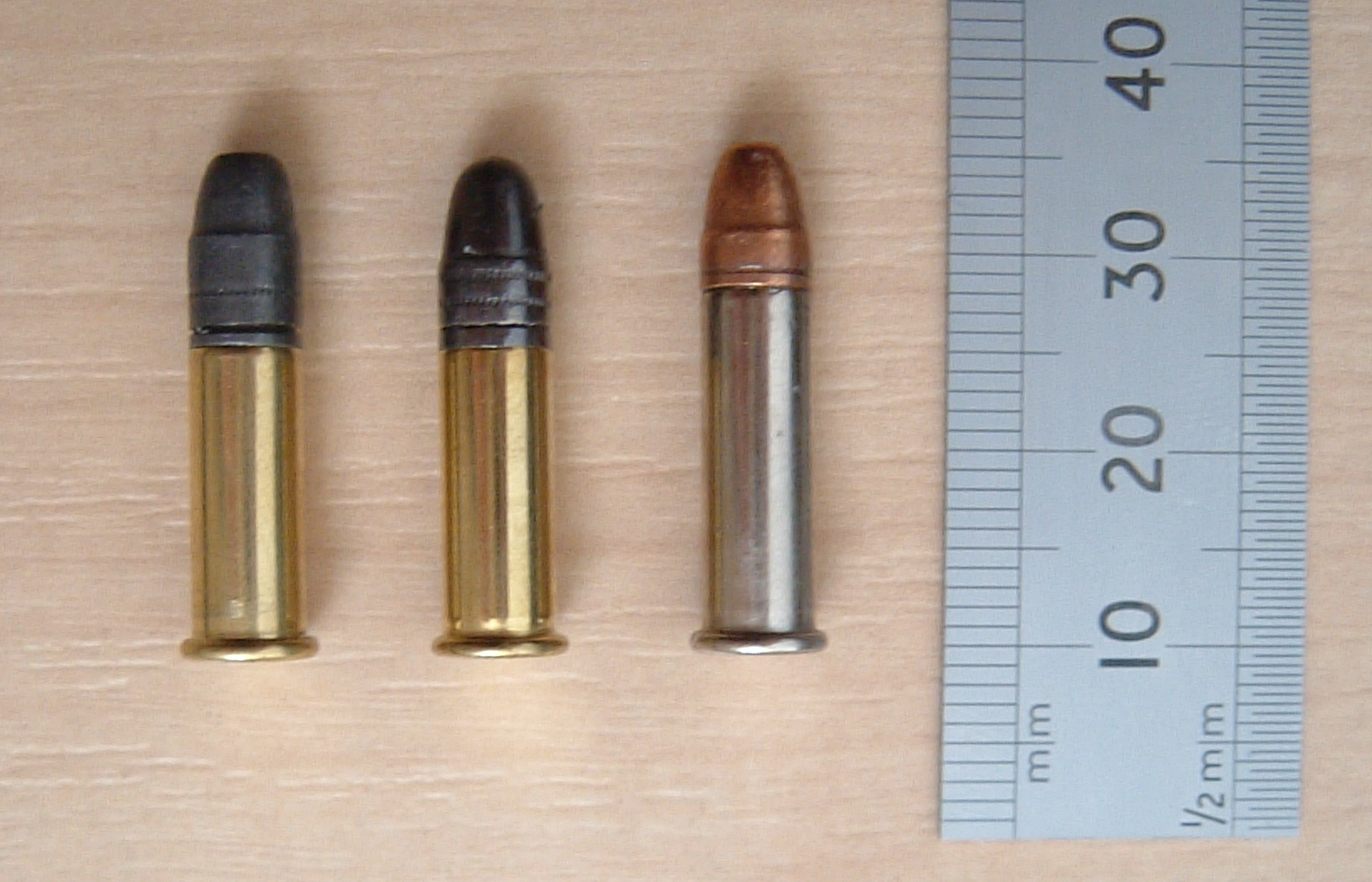
Набої .22 long rifle — дозвуковий з експансивною кулею (ліворуч), стандартної швидкості (центр), підвищеної швидкості «Stinger» з експансивною кулею (праворуч).

Ступінчасті кулі до сих пір поширені, хоча і в кількох калібрах, наприклад, .22 Long Rifle, який є найпоширеним набоєм в світі. Інші набої лінійки .22 Long Rifle, .22 Short, .22 Long, .22 CB та .22 BB також мають ступінчасті кулі. Існує ще кілька набоїв зі ступінчастими кулями, але всі вони були розроблені наприкінці 19-го століття.  Зі зростанням популярності змагань Cowboy Action Shooting почав рости інтерес до цих старих набоїв. Крім того було випущено навіть кілька сучасних реплік під ці набої.

## Набої, які походять від ступінчастих куль
Для переробки набої зі ступінчастою кулею у набій зі звичайною (не ступінчастою) кулею, потрібно було або збільшити діаметр гільзи, або зменшити діаметр кулі та ствола. Можна знайти приклад обох варіантів, але деякі найбільш очевидні та суперечливі приклади, це ті які де було зменшено діаметр кулі. Багато стрільців дивуються чому зброя .38-го калібру стріляє кулями діаметру .357 дюймів, а зброя .44-го калібру стріляє кулями діаметру .429-дюйми (10,9 мм). В обох цих випадках, назва калібру походить від старих ступінчастих куль, а назву залишили навіть після того як кулю зменшили, щоб вона підходила до внутрішнього діаметру гільзи.  Набій .38 S&W, наприклад, було створено в 1877, він мав номінальний зовнішній діаметр гільзи .380 дюймів, у той час як внутрішній діаметр гільзи становив .360 дюймів.  Старі набої .38 калібру, наприклад .38 Short Colt, мали ступінчасті кулі, тому щоб не створювати нові ".35" або ".36 калібр", Smith & Wesson зберіг позначення ".38", хоча це позначення вже не відображало діаметр канавок.  Більш пізній набій .38 Special продовжив цю традицію, навіть набої автоматичних пістолетів, такі як .38 Super та .380 ACP отримали позначення .38 калібр, навіть незважаючи на те, що калібр дорівнював .357 калібру.  Це тривало до 1935 до появи набою .357 Magnum на основі набою .38 Special. Новий набій (1956) .44 Magnum, отримав позначення схожого набою .44 Special, навіть не зважаючи на те, що він стріляв кулею діаметром .429 дюйми. Ступінчасті кулі викликають плутанину серед багатьох стрільців-ентузіастів, через реальні фізичні діаметри куль, які вони використовують.